# Actephila collinsiae
Actephila collinsiae är en emblikaväxtart som beskrevs av Alexander Hunter och William Grant Craib. Actephila collinsiae ingår i släktet Actephila och familjen emblikaväxter. Inga underarter finns listade i Catalogue of Life.